# Turi (Sukorejo)
Turi is een bestuurslaag in het regentschap Blitar van de provincie Oost-Java, Indonesië. Turi telt 2566 inwoners (volkstelling 2010).